# Trondheim
Trondheim (tidigare även Trondhjem eller Nidaros) är en tätort och stad i Trøndelag i Norge. Trondheim är centralort i Trondheims kommun, residensstad i Trøndelag fylke och säte för biskopen i Nidaros stift. 
Trondheim är Norges tredje folkrikaste kommun, men den fjärde folkrikaste tätorten, med 191 771 invånare 2021, om Stavanger räknas samman med Sandnes med flera grannorter. Staden grundades redan 997 av Olav Tryggvason och var norsk huvudstad fram till 1217. 
Trondheim är i dag ett stort utbildningscentrum med forskning inom teknik och medicin. Det finns cirka 40 000 studenter i staden.

## Stadsnamnet
Platsen kallades ursprungligen Nidaros, vilket betyder Nidälvens mynning (där aros står för "mynning"). Där fanns en handelsplats redan innan Olav Tryggvason utsåg platsen till en stad med namnet Kaupang, det vill säga "köping", "marknadsplats". Namnet Nidaros var dock det som användes. Trondheimen eller Trondheim var namnet på området vida kring fjorden och betydde "landet (heimen) där det växer frodigt". Under senmedeltiden började man tala om staden som "köpingen i Trondheimen" och kortformen Trondheimen användes parallellt med Nidaros. Under unionen med Danmark blev detta fördanskat till Trondhjem.  Norges storting beslöt i lag att namnet skulle ändras tillbaka till Nidaros från den 1 januari 1930, trots att en folkomröstning 1928 hade resulterat i 17 163 som röstade mot en namnändring, och 1 508 för. Efter en namnstrid, som bland annat inkluderade upplopp, ändrade Stortinget den 6 mars 1931 namnet till den norskklingande kompromissformen Trondheim. 
Kyrkligt ändrades namnet 1918 från Trondhjem stift till Nidaros bispedømme, och det namnet fick vara kvar.

## Historik

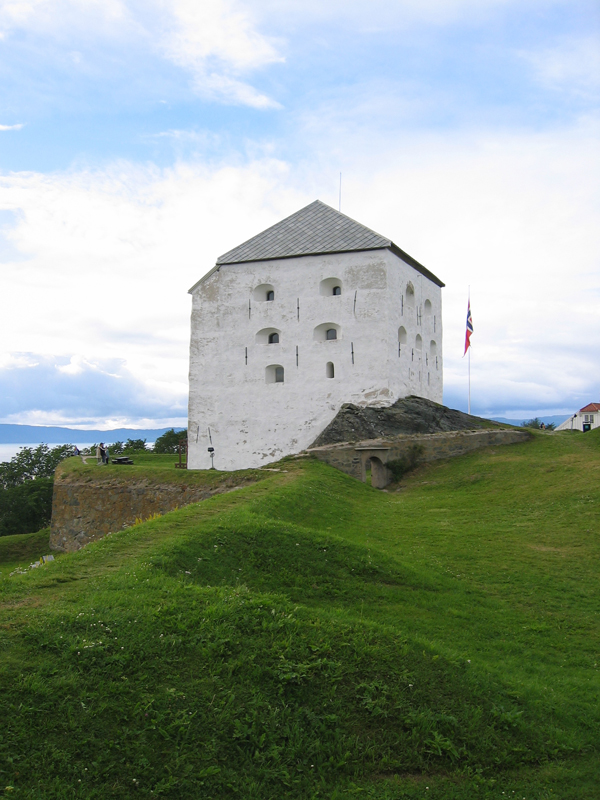
Kristianstens fästning uppfördes från 1682 till 1684.

### Medeltiden
Trondheim grundades år 997 av den norska kungen Olav Tryggvason. Arkeologiska fynd visar att det funnits annan bebyggelse redan innan grundandet av Trondheim, troligtvis mindre byar och handelsplatser. Den tidigaste bebyggelsen växte fram där dagens Bakke bru ligger. Enligt traditionen anlade Olav Tryggvason en kungsgård vid Skipakrok en bit längre ut på Nidarneset, och i samma berättelse berättas det även att Olav den helige reste en kyrka i kungsgården.   
Under andra hälften av 1000-talet växte staden snabbt. Huvudgatorna gick från norr till söder och flera mindre tvärgator uppkom. Vid dagens Elgeseter bru fanns det en bro över älven. Den första stenkyrkan i Trondheim byggdes runt år 1070 och låg där Nidarosdomen ligger idag. Den första kända branden härjade 1219 och en ny brand lade större delen av staden i aska 1295. 
Högmedeltiden var också en växtperiod och särskilt efter upprättelsen av Nidaros ärkebiskopsdöme år 1152. Från slutet av 1200-talet känner man till nära 20 stycken kyrkor. Utanför själva staden byggdes klostren på både Elgeseter, Bakke och Munkholmen.
Under senmedeltiden stannade tillväxten upp och efter stadsbranden 1481 inleddes en period av tillbakagång. Landets siste ärkebiskop, Olav Engelbrektsson sökte förhindra det danska inflytandet i Norge och 1531 satte en dansk trupp eld på Erkebispegården och stora delar av staden brann, bland annat domkyrkan. Vid reformationen 1537 miste staden sin roll som Norges kyrkliga centrum.
Under det nordiska sjuårskriget erövrades Trondheim tillfälligt 1564 av Erik XIV:s befälhavare Claude Collart, vilket resulterade i att de påstådda relikerna Olof den heliges hjälm och sporrar togs till Stockholm som krigsbyte.

### 1600-talet
Tack vare ökad handel under 1600-talet började Trondheim åter att växa - de gamla stadsmurarna gav inte längre tillräckligt med plats. Den första bebyggelsen på Bakklandet uppstod. Staden fick en märkbar inflyttning av utländska handelsmän, framförallt från Flensburg. När Roskildefreden inleddes 1658 avstods Trondhjems län till Sverige och besattes av svenska trupper, med Claes Nilsson Stiernsköld som guvernör. Länet och staden blev dock redan samma höst återerövrat av norska trupper under ledning av Jørgen Bjelke. Efter kapitulation den 11 december 1658 fick Guvernör Stiernsköld och hans 700 svenska soldater fri avmarsch ut ur landet. Vid freden i Köpenhamn år 1660 blev Trondhjems län och stad formellt överlåtet till Norge.
Staden upplevde två bränder år 1599 och 1651 vilket ledde till att man breddade gatorna. Det kunde dock inte förhindra en ny, mer ödeläggande brand år 1681 (den så kallade Hornemansbranden). Kung Christian V bestämde då att det skulle utarbetas en ny stadsplanering för Trondheim. Uppdraget gavs till generalmajor Johan Caspar de Cicignon. 
Cicignons plan visar ett gatunät med fem stora huvudgator i nord-sydlig riktning och fem i öst-västgående riktning. Eftersom Nidelva går i nord-östlig riktning kom den gata som skulle gå vid insidan av älven att få ett skevt förhållande till de övriga huvudgatorna. Denna oregelbundenhet utjämnades med att anlägga en andra huvudgata, Munkegata, som går mot nordväst-sydöst. 
Brandsäkerheten och försvaret var det viktigaste för Cicignon. Gatubredden var antingen 60, 36 eller 25 alnar (1 aln = 62,94 cm). Det var Cicignons avsikt att ersätta de gamla medeltida gatorna, men många av dessa existerar än idag. Byn var omgiven av fästningsverk mot både syd, väst och nord. På höjden över staden på andra sidan av Nidelva anlade han Kristianstens fästning.
Gamle Bybro anlades också 1681 i samband med Cicignons stadsplanering.

### 1700-talet
På 1700-talet uppstod stadens andra förstad, Ila, utanför porten vid Skansen. Illabäcken gav kraft till tidig industriverksamhet vid Ilsvikøra. Vid århundradets begynnelse brann staden ännu en gång, tros Cicignons brandsförebyggande reglering från 1681. Branden som härjade 1708 raserade det mesta av bebyggelsen mellan de stora huvudgatorna Munkegata och Kjøpmannsgata och den sistnämnda gatan hindrade elden att sprida sig till bebyggelsen vid Nidelva som innehöll de värdefulla varulagren.   
Perioden från 1760 till 1810 innebar en hektisk byggaktivitet i staden och de flesta av de så typiska trepaleer byggdes som bostadshus för stadens borgarskap. Av de som fortfarande finns kvar idag är Stiftsgården den förnämaste. Detta enorma trähus med tre våningar byggdes på order av affärsidkaren Cecilie Christine Schöller och stod färdigt 1778. Det enda som kunde jämföras i prakt och storlek var Harmonien eller Møllman-gården vid det stora torget i centrum, som stod färdigt något tidigare och som brändes ner under andra världskriget.

### 1800-talet

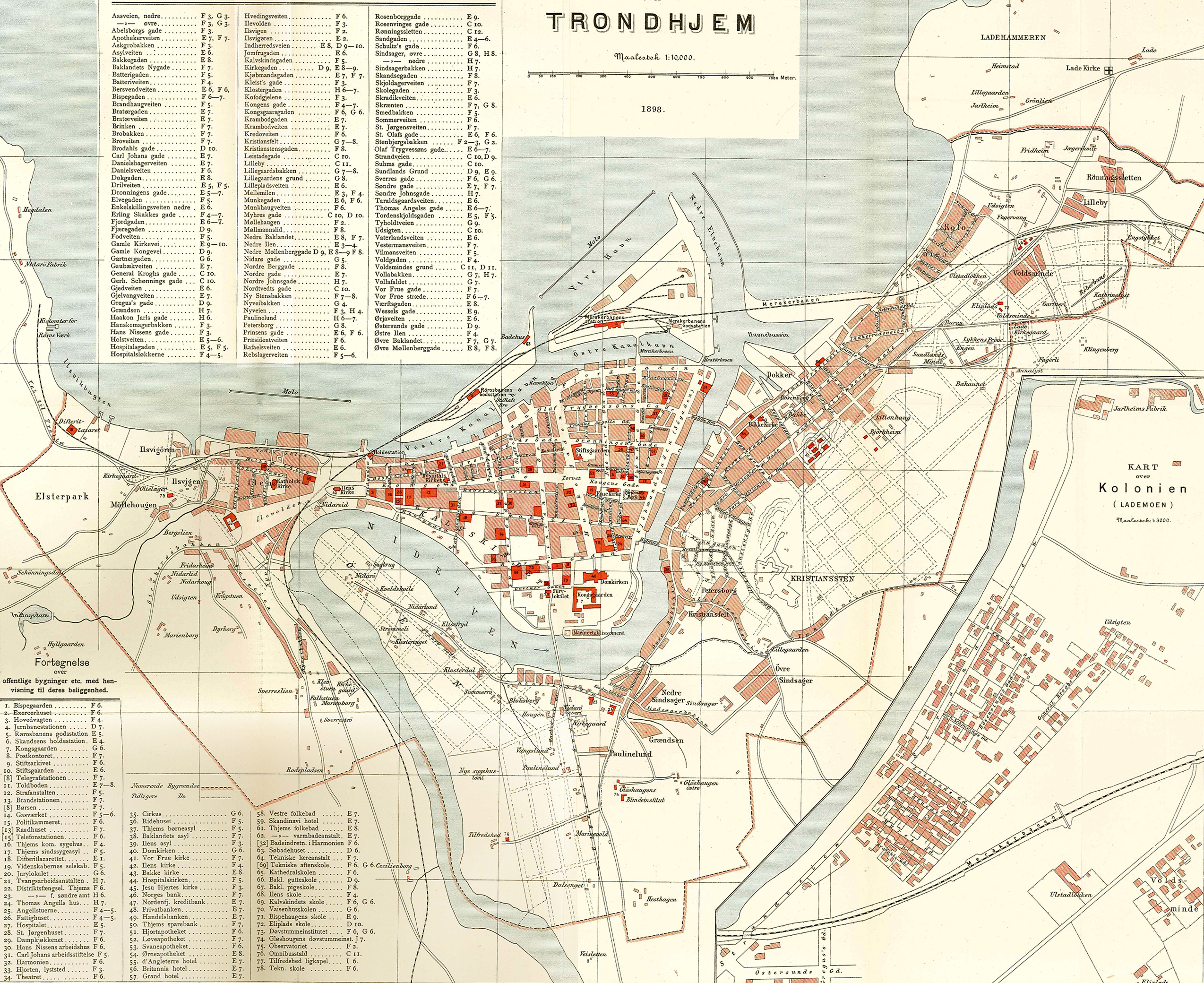
Trondheim 1898. (Karta över den nye stadsdelen Lademoen inräknat.)

Trondheim härjades av två stora bränder 1841 och 1842 och en mindre 1844 och det bidrog till att staden fick ett väl organiserat brandförsvar. För att förhindra framtida bränder anlade man flera nya gator som Thomas Angells gate och St. Olavs gate. 
Innan kravet att bygga hus i tegel infördes byggdes de flesta husen i trä. Mycket av den karakteristiska trähusbebyggelsen som finns i centrum är byggd under tidigt 1840-tal. Den har en enhetlig prägel med två våningar med ungefär samma mått och det typiska Sadeltaket. Myndigheterna tillät inte gavelhus eller takkupoler eller andra takupplägg. 
1847 inlemmades förstäderna Bakklandet och Ila till Trondheim och 1864 också Elgeseter, Øya och Rosenborg. Under 1860-talet lät stadsingenjör Carl Adolf Dahl bygga stadens första vattenverk och reningsverk. 1864 stod järnvägen mellan Trondheim och Støren färdig, och 1877 till Kristiania. Bygget av den nya hamnen 1882 bidrog till en kraftig förbättring av kommunikationerna i staden.  
Kravet att alla hus skulle byggas i tegel gällde inte de nya stadsdelarna och under högkonjunkturen under 1880- och 1890-talet upplevde Rosenborg en kraftig ökning av träbebyggelse. 1893 inlemmades Singsaker, Øvre Rosenborg, Lademoen och nedre delen av Byåsen i staden Trondheim. Efter en brand i Rosenborg 1899 infördes tegeltvånget i hela staden men upphävdes senare i vissa delar av kommunen.

### 1900-1945
Stark befolkningstillväxt omkring århundradeskiftet gjorde det nödvändigt att reglera de yttre stadsdelarna för att skaffa plats för allt fler bostäder. Stadsarkitekt Sverre Pedersen var mannen bakom den nya stadsplanen från 1913. I likhet med modern stadsplanering skilde man här mellan bostads- och industriområden och man planlade också hagebyer i utkanten. Dock så var det inte många av dessa som verkställdes, och några först långt senare.

### 1945-

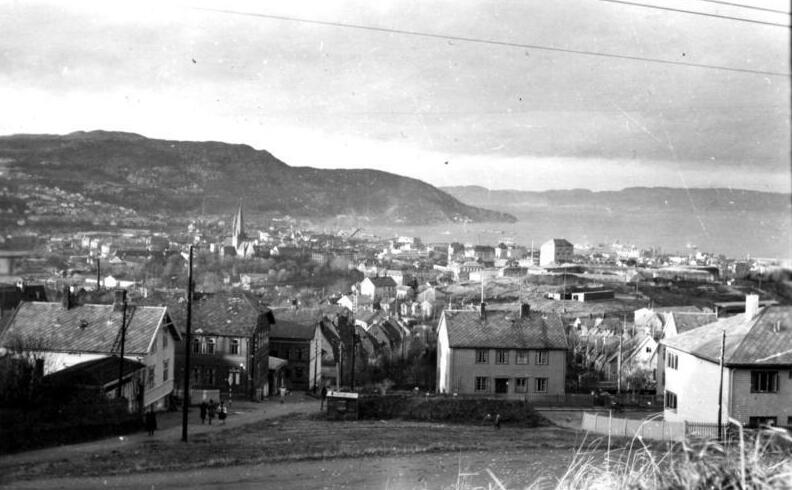
Trondheim i november 1942.

1952 inlemmades Ladehalvön och Byåsen i staden. Efter ett långvarigt utredningsarbete blev kommunerna Trondheim, Strinda, Tiller, Leinstrand och Byneset sammanslagna till en storkommun 1 januari 1964. 
Generalplanen av 1967 (verkställd 1971) var en stadsplanering för tillväxten av den nya storkommunen. Stora byggprojekt i Heimdal, som Tillerbyen och Huseby-Kolstad-Flatåsen skulle lösa bostadsbristen i de mer centrala stadsdelarna. Industrin flyttades till Heggstadmoen, Lade, Fossegrenda och Sluppen.
Tillväxten under 1950- och 60-talet medförde att en hel del äldre bebyggelse fick rivas för nya bostäder, affärer och vägar. Gradvis växte emellertid bevarandetanken fram under 1960- och 1970-talet. Ett vägprojekt som resulterade i rivning av en stor del av den gamla trähusbebyggelsen på Bakklandet fick avbrytas och detsamma gällde rivningen av Ilsvikøra. Bevarandetanken fick emellertid sitt stora genomslag med Midtbyplanen 1981.    
Efter att Trondheim under hela sin historia har härjats av bränder som varit mycket ödeläggande på grund av att avståndet mellan husen har varit för litet, och efter de århundrade där staden växt ut över ett stort område är det nu inre förtätning som är målet för tillväxten i Trondheim. På Nedre Elvehavn har bostäder och kommersiella byggnader med högre täthet växt upp på områden där det tidigare låg industrier.

## Geografi

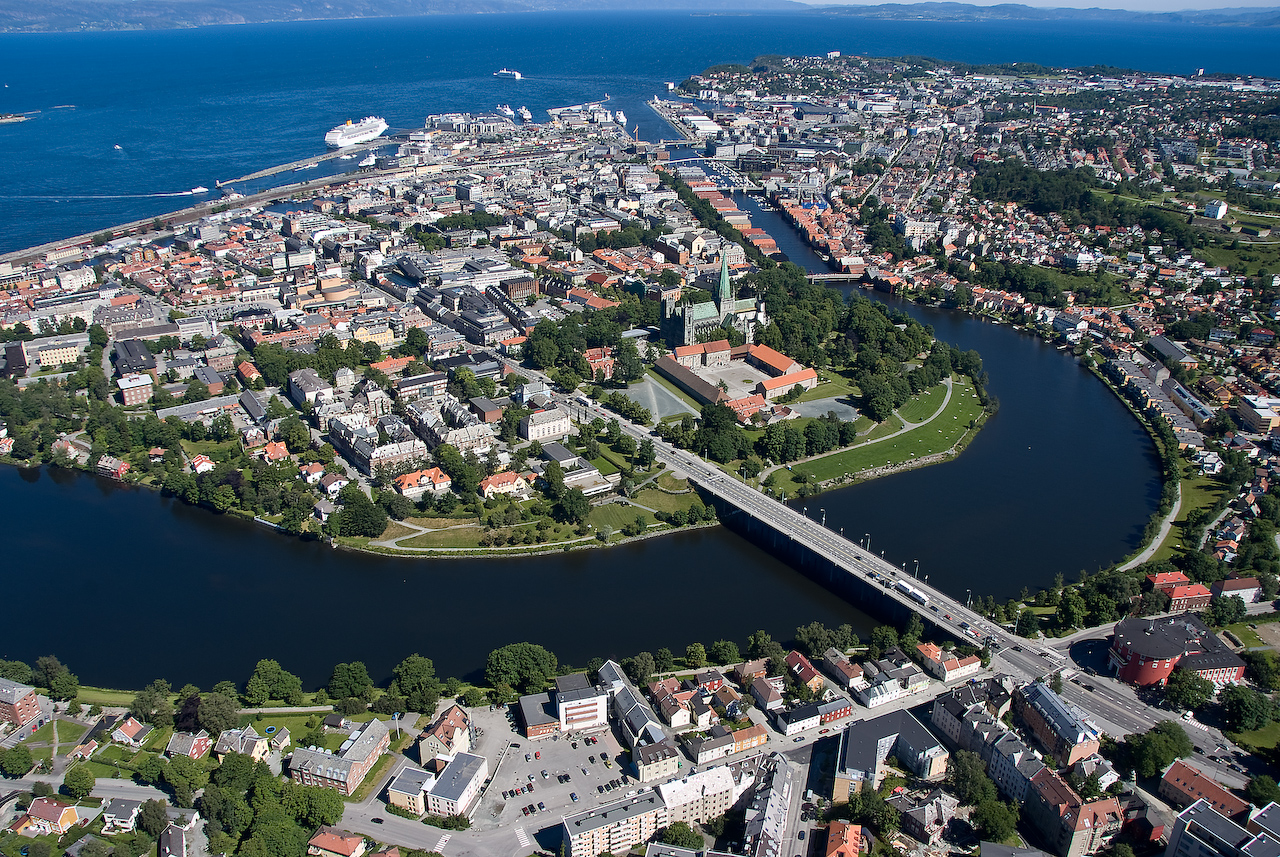
Trondheims centrum och Trondheimsfjorden.

Berggrunden i kommunen består i huvudsak av metamorfa bergarter med enskilda undantag. Staden ligger i Trondheimfeltet som präglas av den kaledonska orogenesen. 
Nidelva rinner genom staden från söder till norr och mynnar ut i Trondheimfjorden. Vid den platta landtungan som bildas vid älvens mynning ligger centrumbebyggelsen. Vidare östöver mot fjorden följer ett kulturlandskap och därefter en högre terräng. Runt Jonsvatnet i sydöst kännetecknas landskapet av åsar med höjder på omkring 400 meter. Sydväst om Nidelva finner man Heimdalsplatået och vidare västöver finner man plana och bördiga jordbruksområden.    
Runt Bymarka som är ett skogsområde utanför Trondheim finns de högsta topparna i kommunen, bland andra Gråkallen (552 m ö.h.) och Storheia (566 m ö.h.).

### Klimat
Trondheim har ett milt och fuktigt klimat som kännetecknas av stadens belägenhet i utkanten av västvindbältena. Staden ligger inom den tempererade klimatzonen men inte alltför långt ifrån polarklimatzonen. 
Uppmätta normala temperaturer och nederbördsmängder i Trondheim:
|                                            | Jan | Feb | Mar | Apr | Maj | Jun | Jul | Aug | Sep | Okt | Nov | Dec |
| ------------------------------------------ | --- | --- | --- | --- | --- | --- | --- | --- | --- | --- | --- | --- |
| Normaldygnets maximitemperaturs medelvärde | 0   | 1   | 5   | 8   | 14  | 17  | 18  | 18  | 14  | 9   | 4   | 2   |
| Normaldygnets minimitemperaturs medelvärde | −7  | −6  | −3  | 0   | 5   | 9   | 11  | 10  | 7   | 3   | −2  | −5  |
|                                            |     |     |     |     |     |     |     |     |     |     |     |     |
| Nederbörd                                  | 63  | 52  | 54  | 49  | 53  | 68  | 94  | 87  | 113 | 104 | 71  | 84  |

| Diagram | temperaturer i °C • månadsnederbörd i mm | temperaturer i °C • månadsnederbörd i mm | temperaturer i °C • månadsnederbörd i mm | temperaturer i °C • månadsnederbörd i mm | temperaturer i °C • månadsnederbörd i mm | temperaturer i °C • månadsnederbörd i mm | temperaturer i °C • månadsnederbörd i mm | temperaturer i °C • månadsnederbörd i mm | temperaturer i °C • månadsnederbörd i mm | temperaturer i °C • månadsnederbörd i mm | temperaturer i °C • månadsnederbörd i mm | temperaturer i °C • månadsnederbörd i mm |
|         | 63 0 -7                                  | 52 1 -6                                  | 54 5 -3                                  | 49 8 0                                   | 53 14 5                                  | 68 17 9                                  | 94 18 11                                 | 87 18 10                                 | 113 14 7                                 | 104 9 3                                  | 71 4 -2                                  | 84 2 -5                                  |

## Demografi

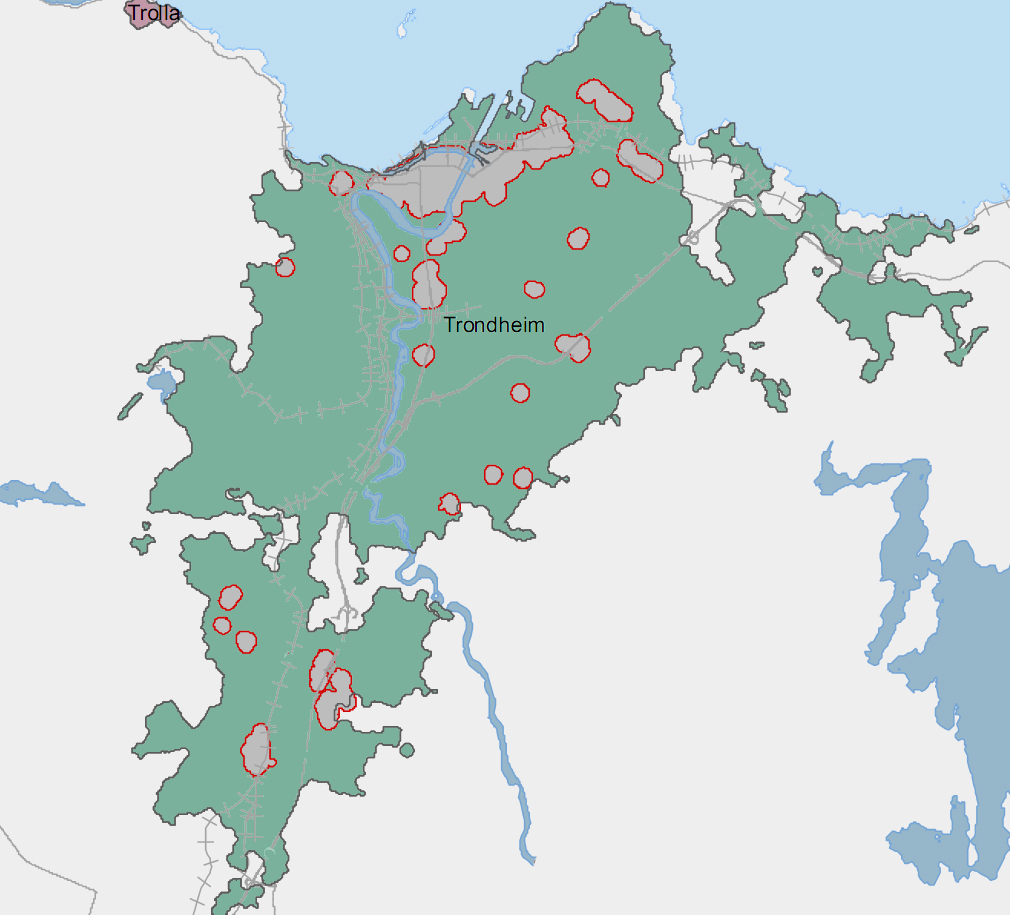
Tätorten Trondheim (grönt), med centrumområden (grått).

Trondheim har 205 163 invånare (1.1.2020). Om man räknar med alla studenterna som inte anmäler inflyttning till staden är det faktiska invånartalet väsentligt högre. 2011 var det tillsammans 31 133 registrerade studenter vid institutionerna NTNU (21 913), HiST (8 035) och DMMH (1 125). I tillägg kommer ett antal mindre utbildningsinstitutioner. I en kommunal rapport ifrån november 2006 fastslås det att endast 8 000 av dessa studenter faktiskt är folkbokförda i Trondheim. Alltså bodde det 2011 minst 23 000 studenter i staden som inte räknas med i det officiella invånartalet.
Trondheim är den tredje mest folkrika kommunen i Norge men är enligt Statistisk sentralbyrå räknat som Norges fjärde största tätort då Stavanger och Sandnes anses vara en och samma tätort. Tätorten Trondheim har en befolkningstäthet på 2 622 per kvadratkilometer. Trondheimsregionen har 265 282 invånare (1 april 2013).    
Trondheim är en stad som växer. Födelseöverskottet har varit på 1 000 år 2008 och 2009 medan det var mellan 700 och 1 000 under perioden 1997–2007. Nettoinflyttningen är också positiv och varit över 1 000 personer per år sedan 2005 med år 2006 och 2007 som högst. 2010 föddes det 2 600 barn i Trondheim, det högsta antalet på 35 år. 8,4% av stadens befolkning har invandrarbakgrund.

## Sevärdheter
Nidarosdomen började byggas 1070 över Olav den heliges grav och blev färdigbyggd under 1320. Nidarosdomen är en medeltida katedral och är efter Uppsala domkyrka Skandinaviens största kyrka och var en gång säte för ett ärkebiskopsdöme som sträckte sig över hela dagens Norge, Jämtland och Härjedalen i dagens Sverige, Island, Grönland, Isle of Man, Orkneyöarna, Shetlandsöarna, Färöarna och Hebriderna. Trondheim och Nidarosdomen är idag sätet för Nidaros stift. Domen är ett uttryck för Norgesväldet. Den har varit, och är än i dag, ett mål för många pilgrimsvandringar, bland annat S:t Olavsleden, en 580 kilometer lång led som sträcker sig mellan Nidarosdomen och Selånger utanför Sundsvall i Sverige.

## Transport

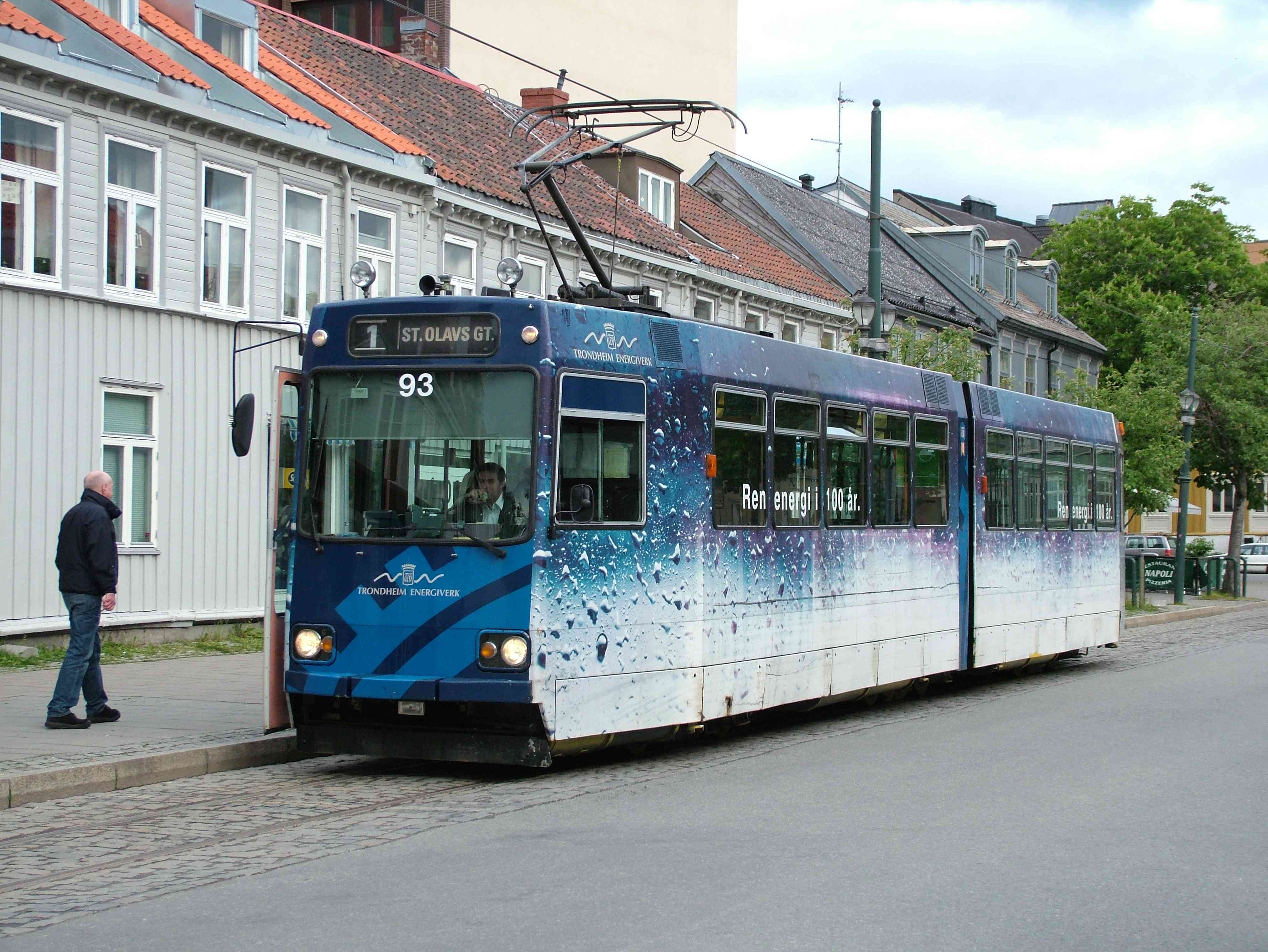
Spårvagn i Trondheim 2005.

Trondheim är en knutpunkt vid Norges största och viktigaste väg E6 som går alldeles utanför staden. Även hurtigruten och flera järnvägar knyts samman i Trondheim, bland andra Nordlandsbanen och Meråkerbanen. Trondheim har även en internationell flygplats - Trondheim flygplats, Værnes - som är Norges tredje största flygplats. Inom staden kan man ta sig fram med buss eller spårvagn. Spårvägslinjen heter Gråkallbanen och är världens nordligaste i drift. Det gör Trondheim till en av tre norska städer med spårvagnar. Cyklister kan utnyttja cykelhissen Trampe för att ta sig uppför Brubakken.

## Stadsdelar
Den 1 januari 2005 omorganiserades staden från fem till fyra olika stadsdelar, alla med varsin social service. Befolkningsstatistiken här nedan gäller den 1 januari 2005.
- Midtbyen (42467) omfattar centrum, Tyholt, Byåsen, Trolla och Ila.
- Østbyen (39171) omfattar Møllenberg, Nedre Elvehavn, Lade, Strindheim, Jakobsli, Vikåsen och Ranheim.
- Lerkendal (44723) omfattar Lerkendal, Nardo, Flatåsen och Moholt.
- Heimdal (30099) omfattar Heimdal, Byneset, Tiller, Kolstad, Saupstad och Kattem.

## Utbildning
Gymnasium

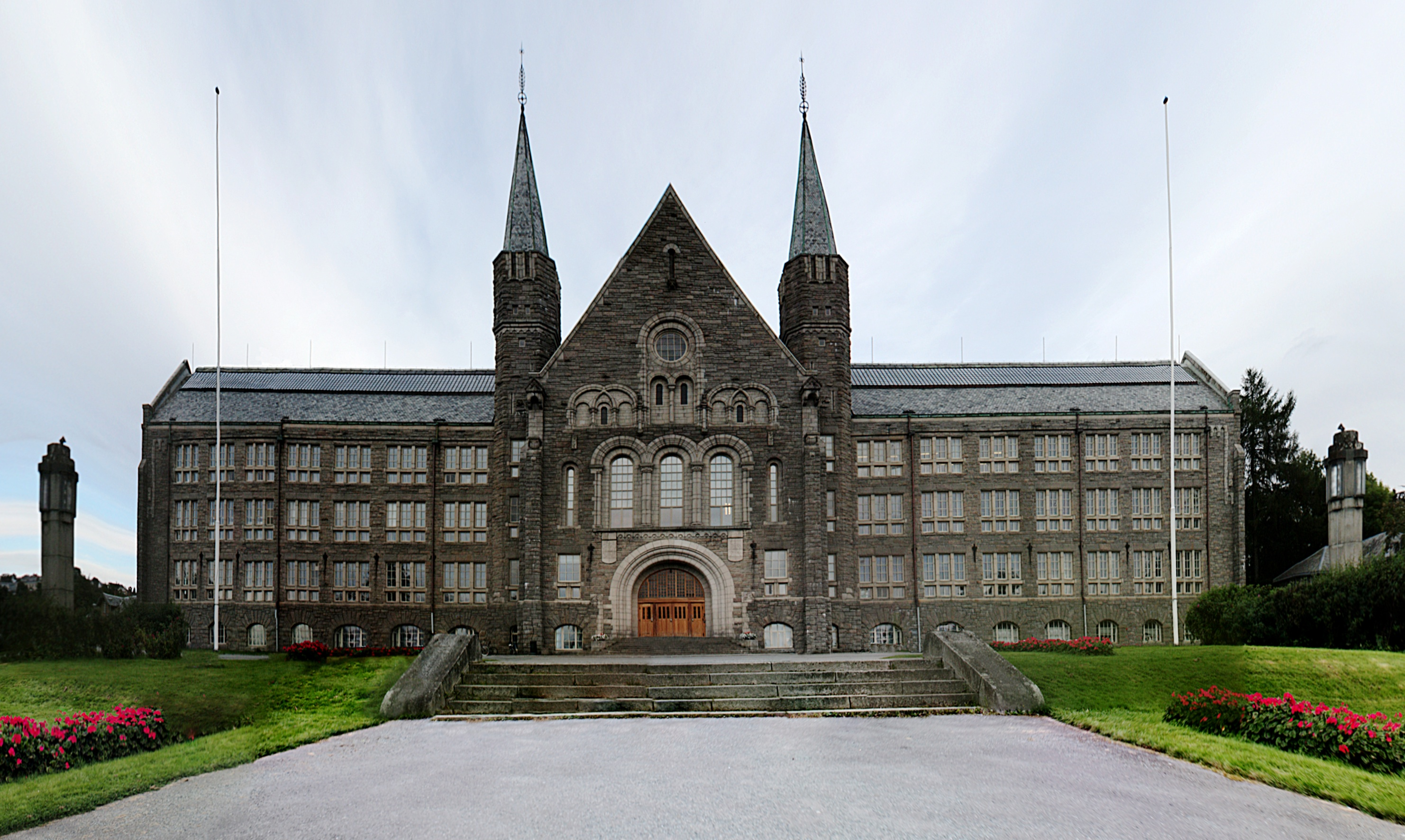
NTNU, huvudbyggnaden på Gløshaugen.

I Trondheim finns det 11 gymnasier: Charlottenlund videregående skole, Bybroen videregående skole (privatskola), Byåsen videregående skole, Gerhard Schønings skole, Heimdal videregående skole, Ladejarlen videregående skole, Skjetlein videregående skole, Strinda videregående skole, Thora Storm videregående skole,  Tiller videregående skole, Trondheim katedralskole, Kristen videregående skole Trøndelag (privatskola), Sonans Privatgymnas och Steinerskolen i Trondheim (privatskola).
Universitet och högskolor
- Norges teknisk-naturvetenskapliga universitet (NTNU) startade sin undervisning 1996 som en fortsättning på Universiteten i Trondheim (UNIT). UNIT bildades 1968 när man slog ihop Norges tekniske høgskole, Norges lærerhøgskole och  Vitenskapsmuseet.
NTNU har en campus på Gløshaugen för tekniska och litteraturvetenskapliga ämnen, ett campus på Tyholt för marin teknik, ett campus på Øya, St. Olavs Hospital för medicin, och ett campus på Dragvoll för humaniora och Samhällsvetenskapliga ämnen. Också Kunstakademiet i Trondheim och Institutt for musikk inlemmades 1996 i NTNU.
- Høgskolen i Sør-Trøndelag
- Dronning Mauds Minne, Högskolan for förskoleutbildning.
- BI Trondheim

## Medier

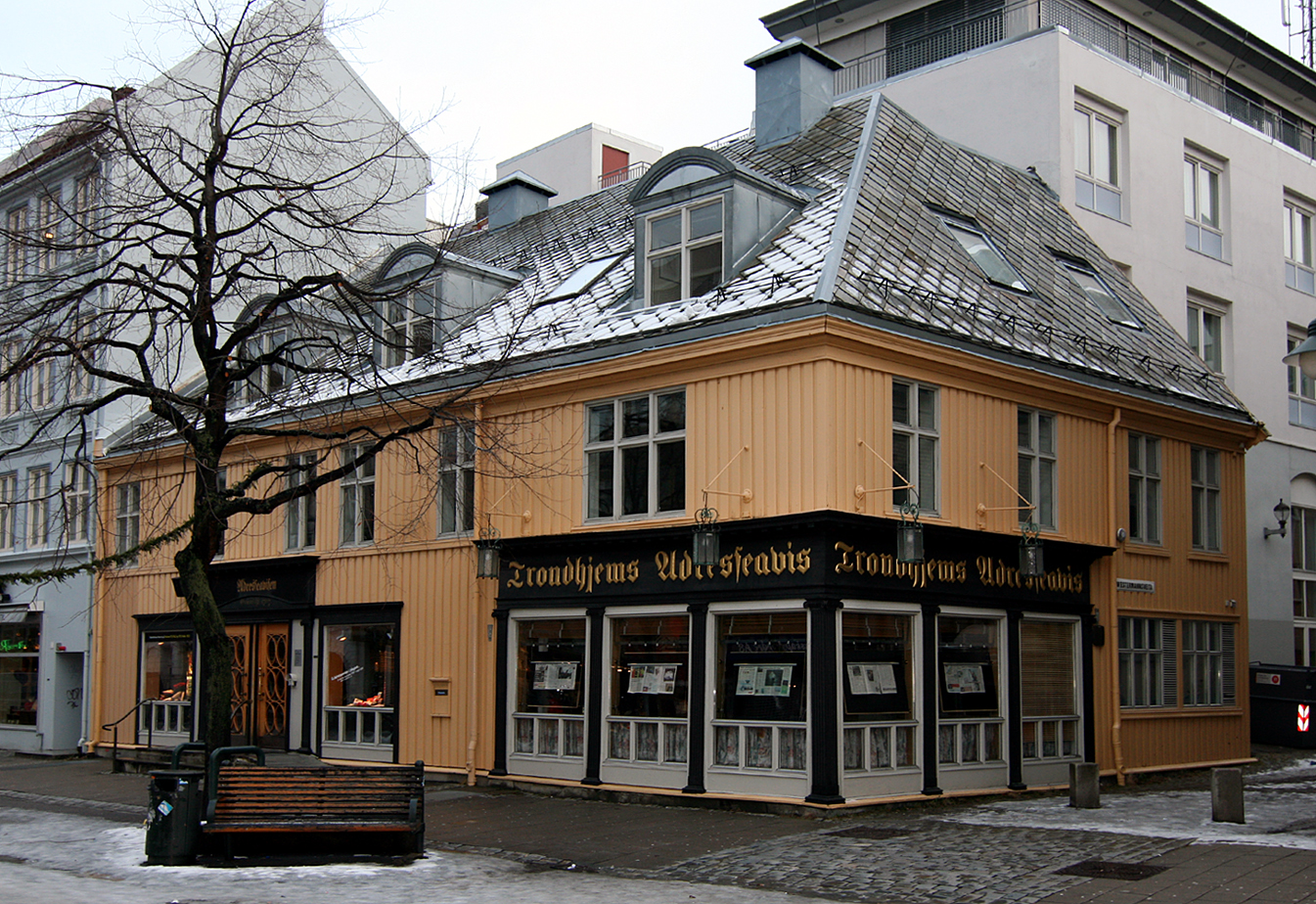
Adresseavisens gamla lokaler på Nordre gate i Trondheim centrum.

Trondheim är Mitt-Norges mediecentrum. Staden är dominerad av två mediekoncerner: den börsnoterade mediekoncernen Adresseavisen som har sitt huvudkontor i Heimdal i Trondheim samt NRK som har ett av de två huvudkontoren samt redaktionen för de rikstäckande radiokanalerna (P1 och P3) på Tyholt. 

### Tidningar
Adresseavisen, Adressa, gavs ut för första gången 1767 och är idag Norges äldsta tidning. 
Dagstidningar i Trondheim som har lagts ner är  Trondheimavisa, som upphörde 1991, Dagsavisa 1957, Ny tid 1947. 
Dagsposten gavs ut mellan 1877 och 1945 och var under en period stadens största tidning. 
Avisa Trondheim (ursprungligen Arbeider-Avisa) lades ner 1996. Den ersattes då av gratistidningen Byavisa som gavs ut varje tisdag. Mellan januari och augusti 2008 kom den nya veckotidningen Arbeideravisa ut och sedan 2011 finns den enbart som webbtidning.  
Studenttidningen Under dusken kommer ut varannan tisdag.

### TV
Trondheim har en TV-station, NRK1 som sänder den lokala nyhetssändningen Midtnytt. NRK Trøndelag producerar också TV till rikssändningarna. Adresseavisen hade tidigare en TV-kanal kallad TV-adressa, de sände lokala nyheter och TVNorges program. De har nu gått över till att vara en webb-TV utan regelbundna sändningar.  

### Radio
NRK har placerat två av sina nationella radiokanaler (NRK P1 och NRK P3) samt musikkanalen NRK mP3 i Trondheim. Förutom NRKs lokala sändningar har Trondheim ett antal lokala radiostationer, bland annat Radioadressa som är en del av Adresseavisen.

## Sport

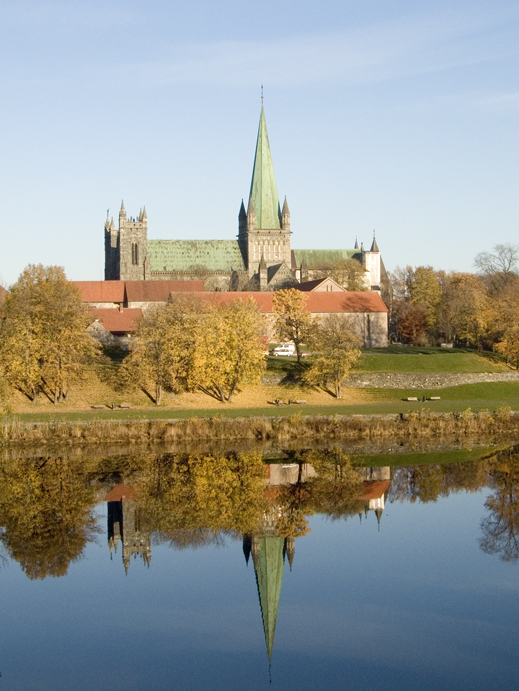
Nidarosdomen.

Fotbollsklubben Rosenborg BK håller till i Trondheim. Rosenborg är en av Norges mest framgångsrika fotbollsklubbar på herrsidan och vann Tippeligan hela 13 säsonger i rad mellan 1992 och 2004. Man vann även 2006, 2009 och 2010. Rosenborg BK har även gått vidare till gruppspelsfasen av UEFA Champions League 11 gånger. På damsidan har Trondheims Ørn vunnit flera norska seriemästerskap i fotboll.
I Trondheimsområdet finns även längdskidspår och en känd hoppbacke. Trondheim arrangerade världsmästerskapen i nordisk skidsport 1997 och 2025. Trondheim är en återkommande arrangör av världscupen i längdskidåkning och backhoppning, och ansökte även om att få anordna de olympiska vinterspelen 2018. I början av 2008 arrangerade man EM i handboll tillsammans med Bergen, Drammen, Stavanger och Lillehammer. 
Trondheim har två 18 håls golfbanor (Byneset och Sommersetra).
S:t Olavsloppet arrangeras årligen och är en landsvägsstafett i löpning mellan Trondheim och Östersund.
Trondheim arrangerade även en del av världscupen i skidskytte under 19–22 mars 2009.

## Kända personer från Trondheim
- Marit Bjørgen
- Torstein Horgmo
- Steffen Iversen
- Ingrid Kristiansen
- Erlend Loe
- Agnar Mykle
- Roar Strand
- Rune Bratseth
- Fredrik Winsnes
- Emil Hegle Svendsen
- Arve Tellefsen
- Peder Tordenskjold
- Liv Ullmann
- Håkon Bleken
- Johannes Høsflot Klæbo
- Didrik Tønseth
- Trine Haltvik